# Melecta guichardi
Melecta guichardi är en biart som beskrevs av Maurits Anne Lieftinck 1980. Melecta guichardi ingår i släktet sorgbin, och familjen långtungebin. Inga underarter finns listade i Catalogue of Life.